# Kostel svatého Mikuláše (Choteč)
Kostel svatého Mikuláše je římskokatolický orientovaný, filiální, dříve farní kostel v obci Choteč. Patří do farnosti Lázně Bělohrad. Je chráněn od 11. listopadu 1993 jako kulturní památka České republiky.

## Historie
První zmínka o původně gotickém kostele je z roku 1357. Současný kostel nechal postavit Mikuláš Kule z Chotče, který dal roku 1562 postavit i místní tvrz, a je v kostele pohřben. Roku 1644 získal obec paulánský klášter z Nové Paky. Paulání nechali kostel přestavět barokně v letech 1749–1750.

## Architektura
Ve zdivu dochovaný gotický vesnický bezvěžový kostel, přestavěný nevýrazně barokně. Jednolodní stavba s hranolovou věží. V interiéru je cenné vnitřní vybavení z 18. století, mj. nástropní freska na téma legendy o sv. Františku z Pauly, dále sochy sv. Kateřiny a sv. Barbory a Pieta.

## Bohoslužby
Pravidelné bohoslužby se konají druhou sobotu v měsíci od 18.00.